# Cossano Canavese
Cossano Canavese ist eine Gemeinde in der italienischen Metropolitanstadt Turin (TO), Region Piemont.

## Lage und Einwohner
Cossano Canavese liegt 50 km nordöstlich von Turin und liegt im Canavesegebiet. Das Gemeindegebiet umfasst eine Fläche von 3 km² und hat 427 Einwohner (Stand 31. Dezember 2023).
Die Nachbargemeinden sind Caravino, Settimo Rottaro, Borgo d’Ale und Borgomasino.  